# Jovetia humilis
Jovetia humilis är en måreväxtart som beskrevs av Michel Guédès. Jovetia humilis ingår i släktet Jovetia och familjen måreväxter. Inga underarter finns listade i Catalogue of Life.